# Plestiodon sumichrasti
Espèce
Synonymes
- Plistodon sumichrasti Cope, 1867
- Eumeces sumichrasti (Cope, 1867)
- Eumeces rovirosae Dugès, 1895
- Eumeces schmidti Dunn, 1932

Statut de conservation UICN

 LC  : Préoccupation mineure
Plestiodon sumichrasti est une espèce de sauriens de la famille des Scincidae.

## Répartition
Cette espèce se rencontre entre 120 et 880 m d'altitude :
- au Mexique dans le Veracruz, dans le Chiapas, dans le Yucatán et dans le Campeche ;
- au Belize ;
- au Guatemala ;
- dans le nord du Honduras.

## Étymologie
Cette espèce est nommée en l'honneur d'Adrien Jean Louis François Sumichrast (1828-1882).

## Publication originale
- Cope, 1867 "1866" : Fifth contribution lo the herpetology of tropical America. Proceedings of the Academy of Natural Sciences of Philadelphia, vol. 18, p. 317-323 (texte intégral).